# Raadio Kuku
Raadio Kuku to estońska stacja radiowa. Była to pierwsza politycznie niezależna prywatna stacja radiowa w pookupacyjnej Estonii, założona w 1992 roku przez biznesmena medialnego, a później polityka Reina Langa i założyciela pierwszej politycznie niezależnej gazety Eesti Ekspress, Hansa H. Luika.
Zimą 2014 roku Kuku miało 144 000 stałych słuchaczy i było najpopularniejszą prywatną stacją radiową w Estonii wśród ludności estońskojęzycznej. Prawie 80 000 osób regularnie słucha porannego i popołudniowego programu Kuku. Prawie 40 procent słuchaczy Kuku ma wyższe wykształcenie, a 60 procent mieszka w miastach.